# Данська випічка
Данська випічка є багатошаровою, ламінованою солодкою випічкою за традицією viennoiserie. Концепція була привезена до Данії австрійськими пекарями, та відтоді, зі зміною рецепту, вона перетворилася на данську спеціальніть. Як і інші кондитерські вироби, здобних  виробів, такі як круасани, це варіант листкового тіста з ламінованою шаруватою структурою.
Данська випічка була привезена з іммігрантами до США, де її часто заправляють фруктовою або вершковою сирною начинкою, і зараз вона популярна у всьому світі.

## Склад
Данська випічка виготовляється з дріжджово-прісного тіста з пшеничного борошна, молока, яєць, цукру та великої кількості масла або маргарину.
Дріжджове тісто тонко розкочують, покривають тонкими скибочками вершкового масла між шарами тіста, а потім тісто складають і розкочують кілька разів, створюючи 27 шарів. При необхідності тісто охолоджують між складаннями, щоб полегшити обробку. Процес розкочування, змащення, складання та охолодження повторюється кілька разів, щоб створити багатошарове тісто, яке зовні стає повітряним і хрустким, але також насиченим і здобним.
Вершкове масло — це традиційний жир, який використовується у данському тісті, але у промисловому виробництві часто використовуються менш дорогі жири, такі як гідрогенізована соняшникова олія.

## Термінологія

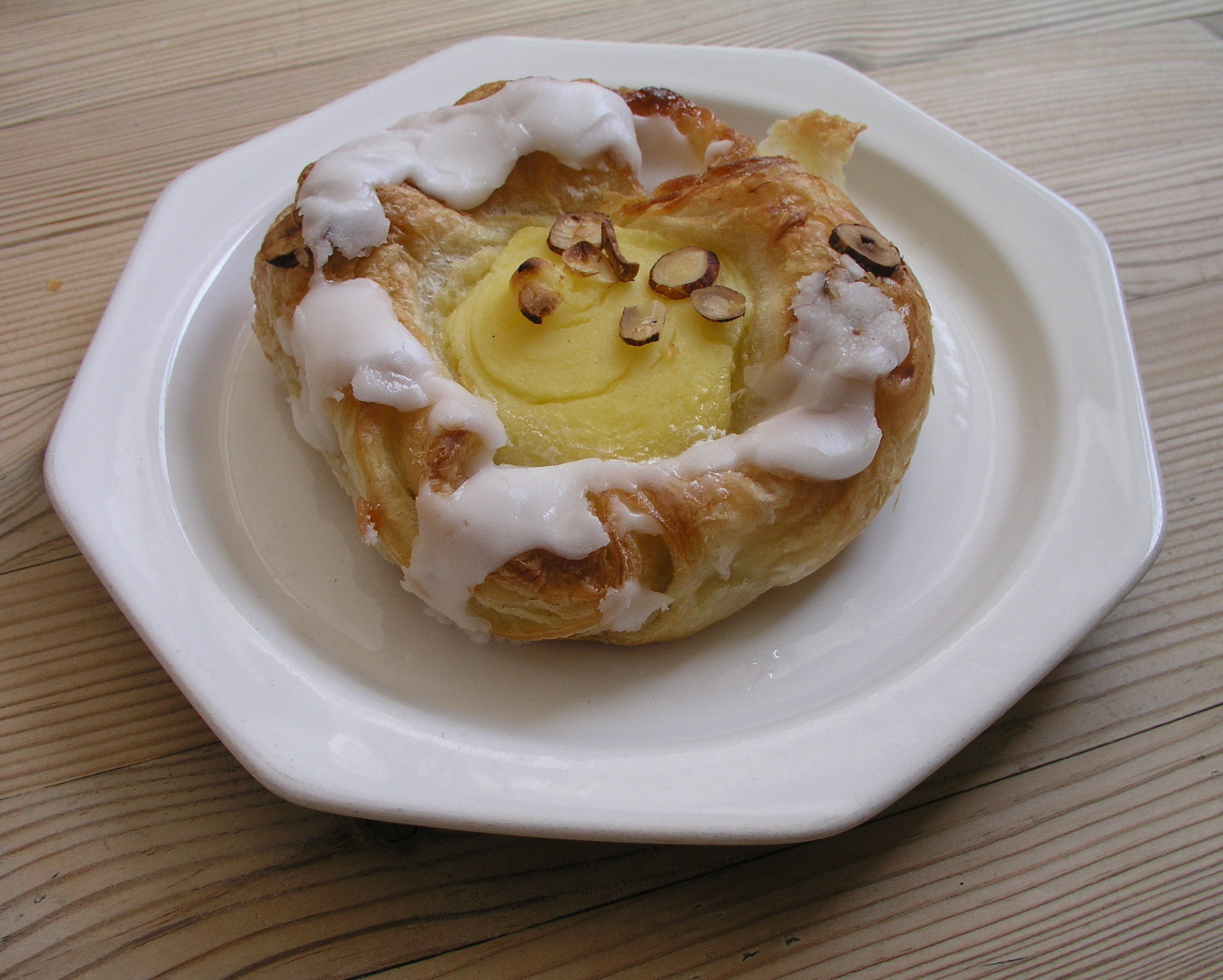
Поширений варіант випічки в Данії, Норвегії, Фінляндії та Швеції.

У данській, норвезькій та шведській мовах термін данської випічки — це wienerbrød (або wienerbröd), що означає «віденський хліб». Ця ж етимологія також у фінського слова viineri та естонського Viini sai («віденське тісто»). У Відні данську випічку називають Kopenhagener Plunder, маючи на увазі Копенгаген, або Dänischer Plunder.

## Історія
Походження данської випічки часто приписують страйку серед хлібопекарів Данії в 1850 році. У результаті страйку власники пекарень найняли робітників з-за кордону, серед них кілька австрійських пекарів, які принесли нові традиції випічки та рецепти випічки. Австрійська випічка Plundergebäck незабаром стала популярною в Данії, і після закінчення трудових суперечок данські пекарі прийняли австрійські рецепти, пристосувавши їх до власних уподобань та традицій, збільшивши, наприклад, кількість яєць та жиру. Цей розвиток призвів до того, що сьогодні відоме як данська випічка.
Однією з технік випічки та традицій, яку австрійські пекарі принесли з собою, була техніка віденського ламінування.  Через такі новинки данці називали кондитерські вироби «wienerbrød» (віденський хліб), і, як уже згадувалося, ця назва досі використовується в Північній Європі. На той час майже всі хлібобулочні вироби в Данії отримували екзотичні назви.

### Данія

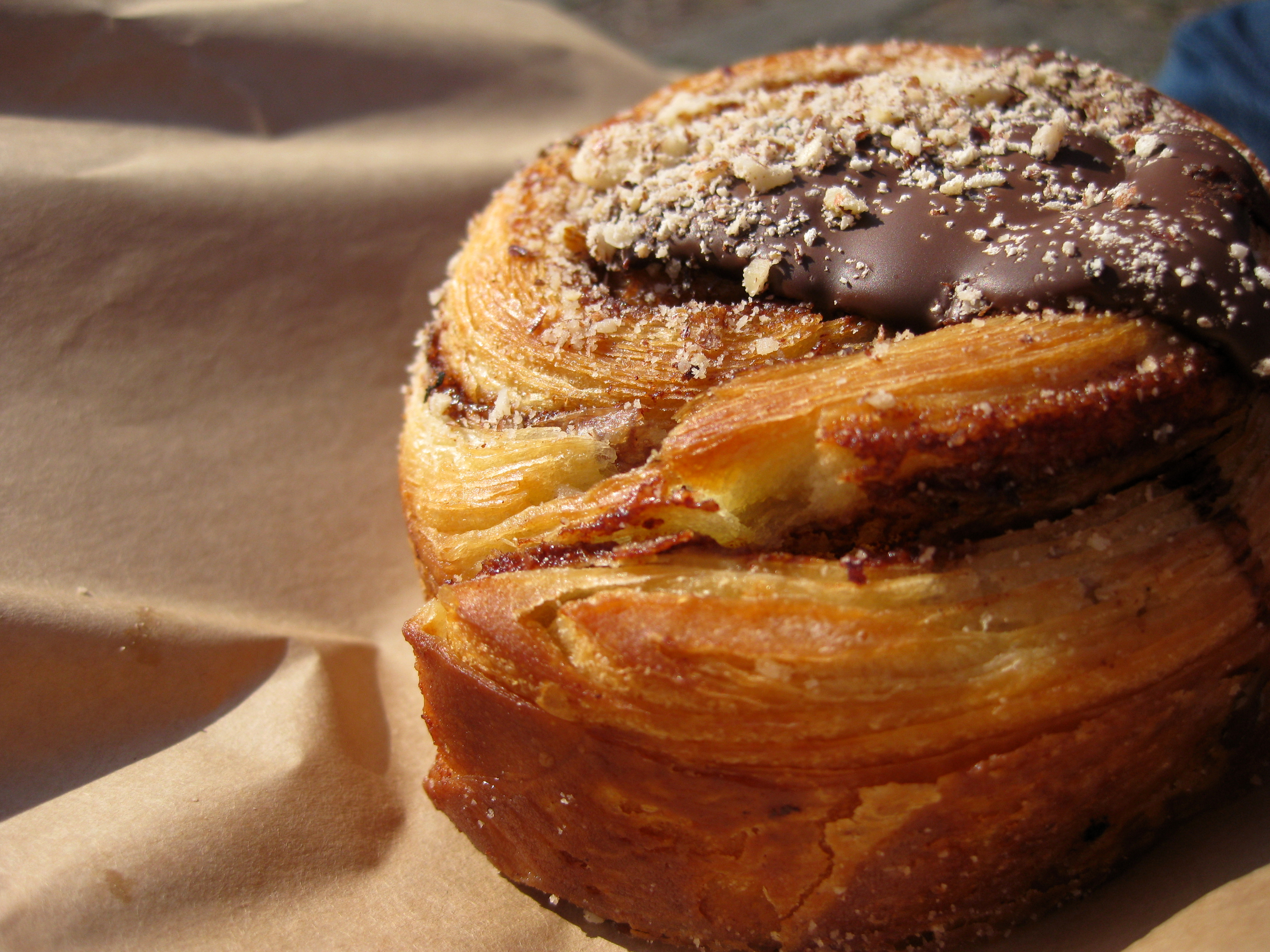
Данська кориця з шоколадом та горіхами з пекарні в Данії

Данська випічка, яку споживають у Данії, має різні форми та назви. Деякі з них посипані шоколадом, перловим цукром, глазур'ю з глазурі та / або розрізаними горіхами, і вони можуть бути фаршировані різноманітними інгредієнтами, такими як варення або варення (як правило, яблуко або чорнослив), перець, марципан та / або заварний крем. Фігури численні, в тому числі кіл із заповненням в середині (відомий в Данії, як Spandauers), вісімок, спіралей (відомі як равлики) і кренделі, як Крінгл.

## Різновиди
У Швеції, данське тісто, як правило, зроблені в стилі Шпандау, часто з ванільним заварним кремом.
У Великій Британії різні інгредієнти, такі як варення, заварний крем, абрикоси, вишні, родзинки, пластівці мигдалю, пекан або карамелізований ірис, розміщують на ділянках розділеного тіста або всередині нього, яке потім випікають. Кардамон часто додають для посилення ароматичного відчуття солодкості.
У США перед випіканням данишам[що?] зазвичай дають заливку з фруктів або підсолодженого вершкового сиру. Дениші[що?] з горіхами на них також популярні там і у Швеції, де також часто додають шоколадний шприц[уточнити] і цукрову пудру.
В Аргентині їх зазвичай наповнюють дульсе-де-лече або айвовим мармеладом.

Данська випічка в різних країнах
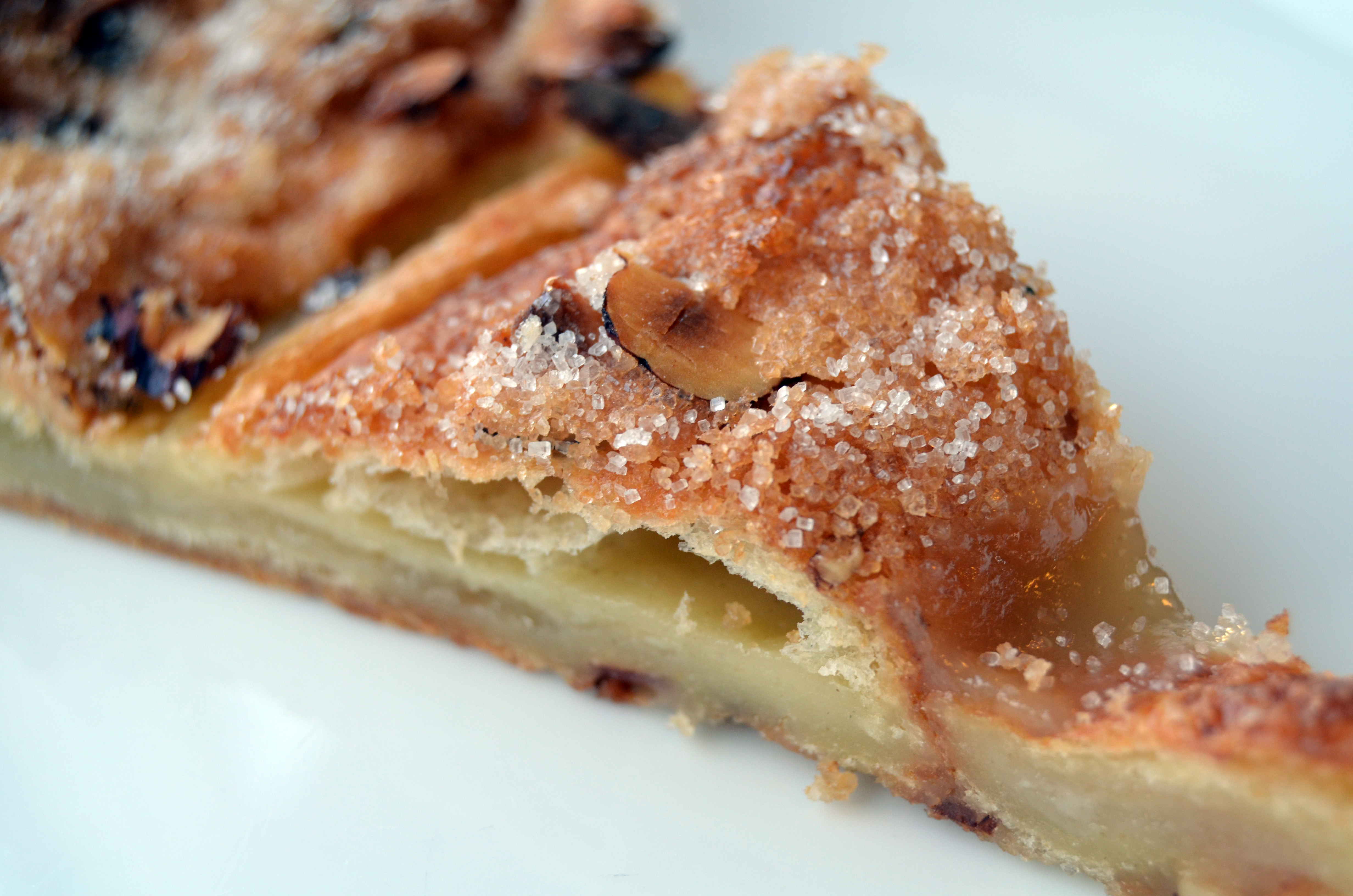
Скибочка крингле з ремонтом, різновид данської випічки, поширена в Данії
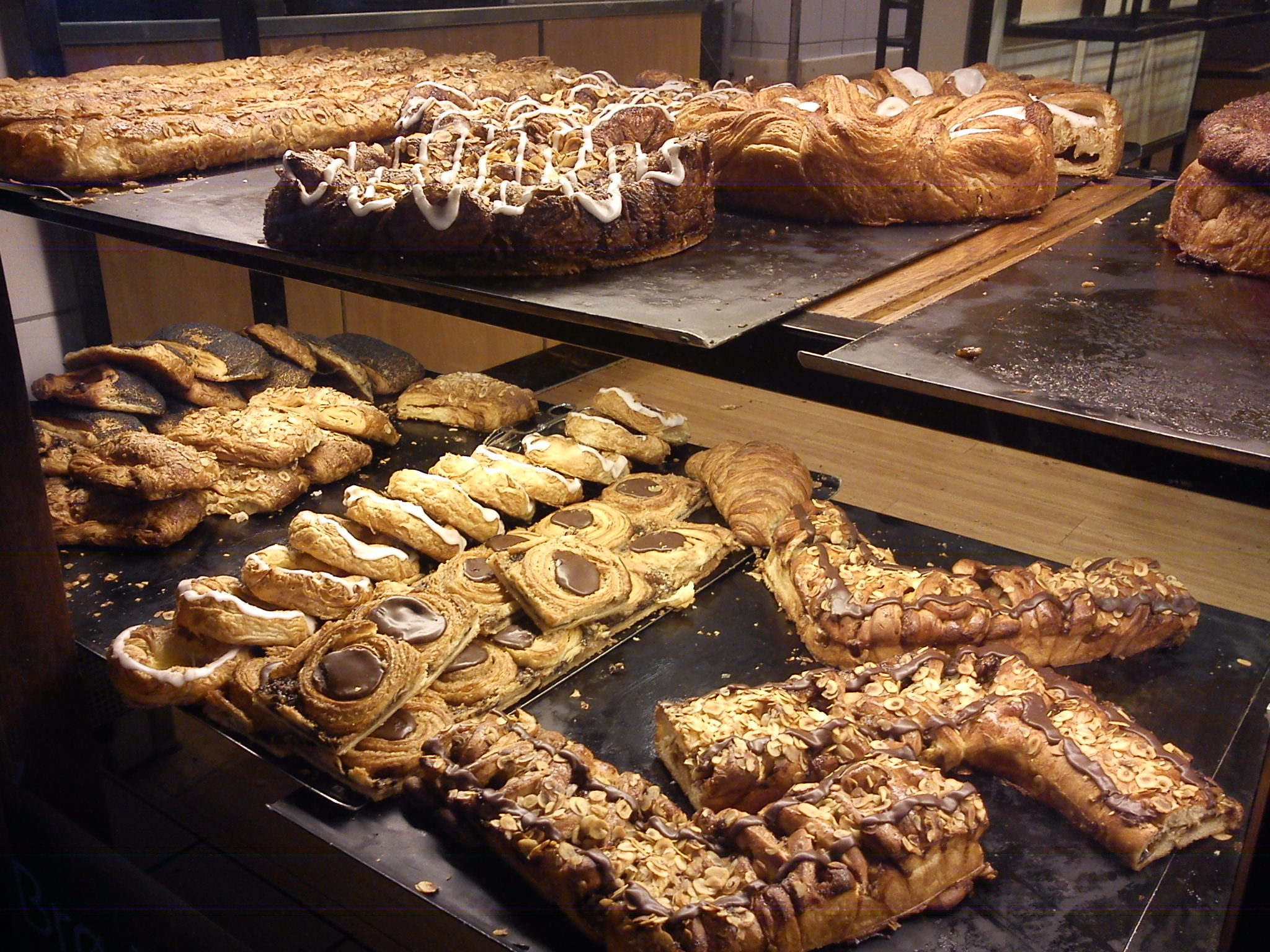
Кілька видів данської випічки в пекарні в Данії.
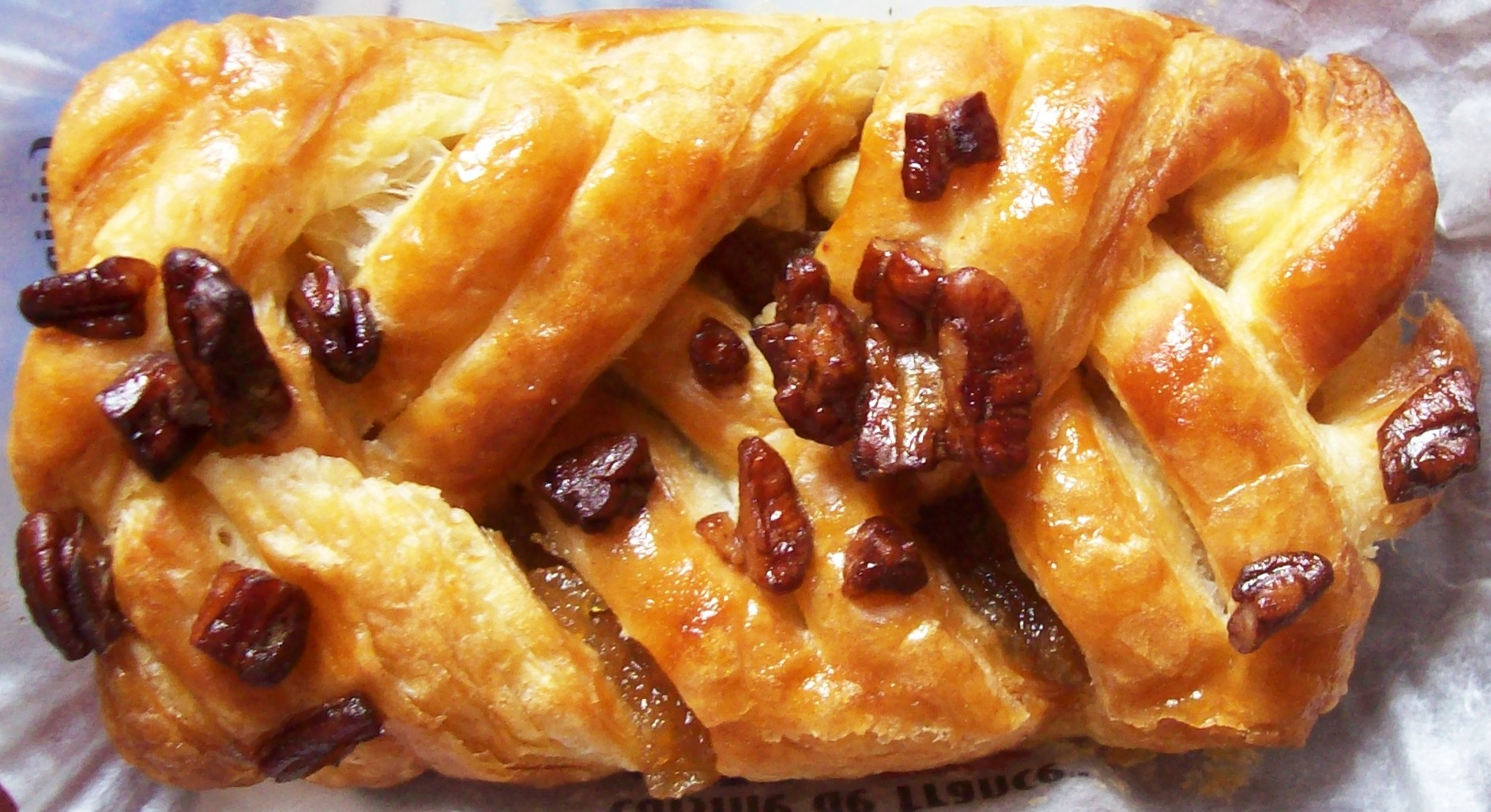
Пекан і клен данський з Франції
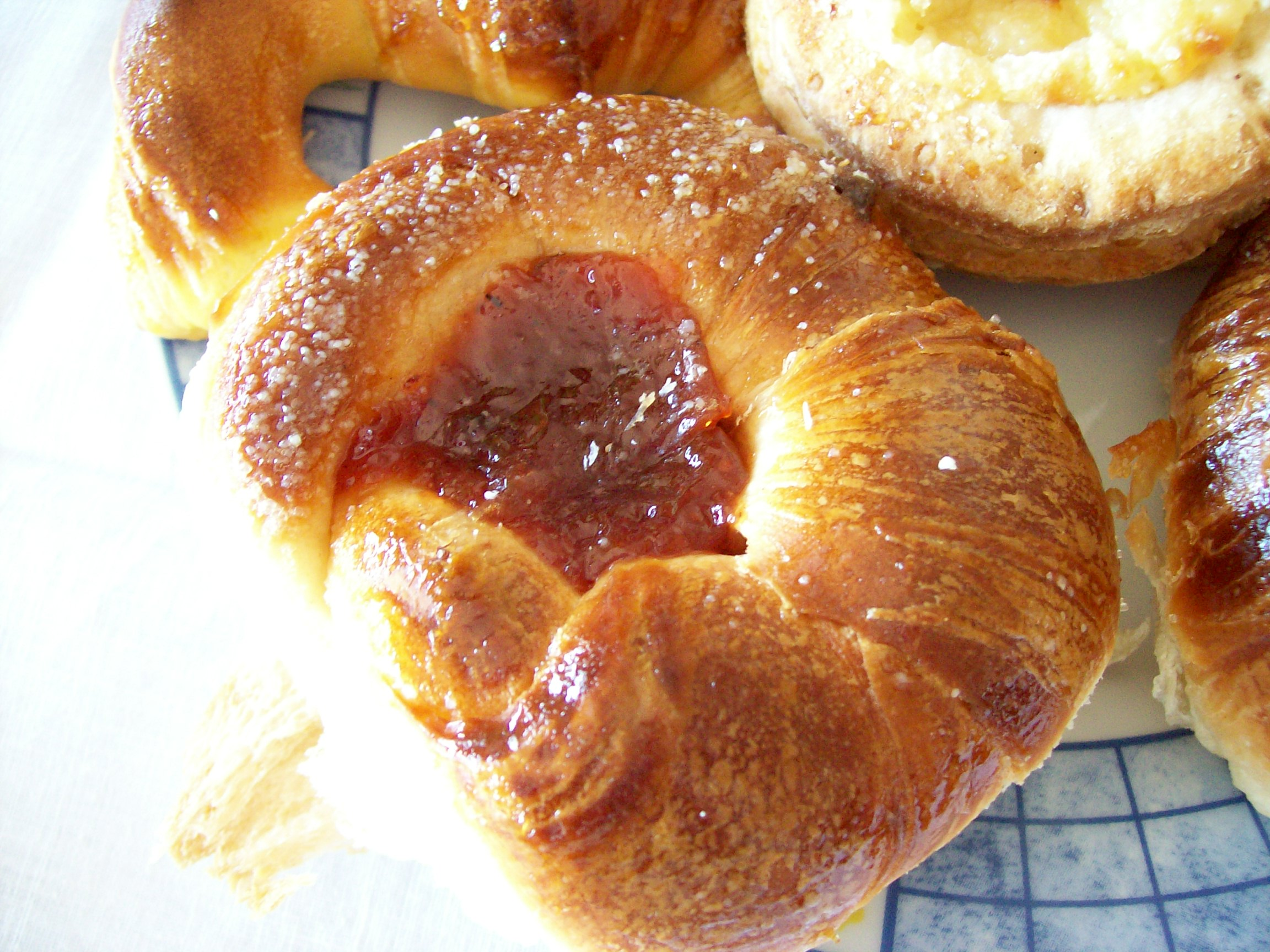
Аргентинські фактури з дульсом де мембрілло
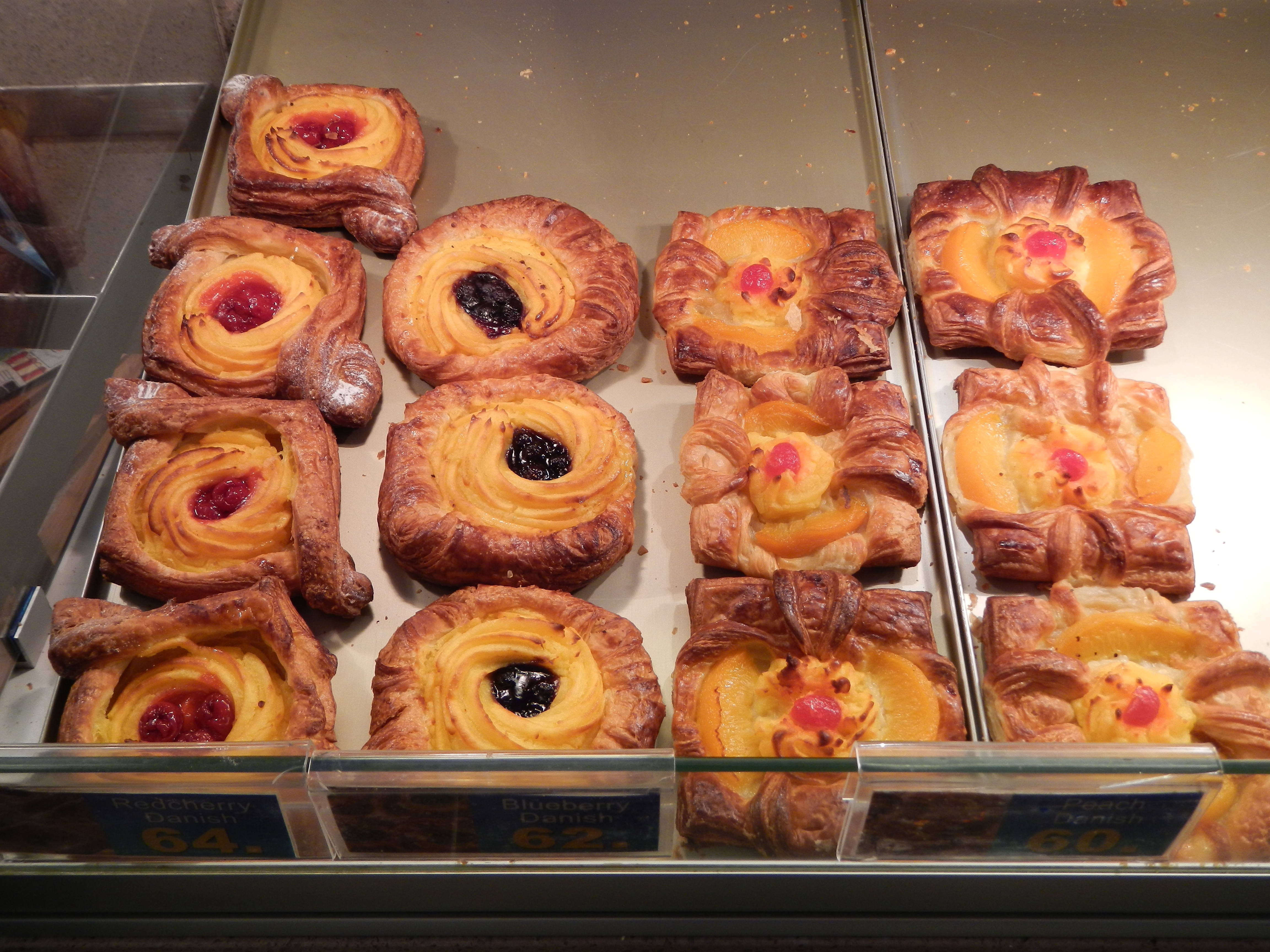
Данська випічка на Філіппінах

### Сполучені Штати

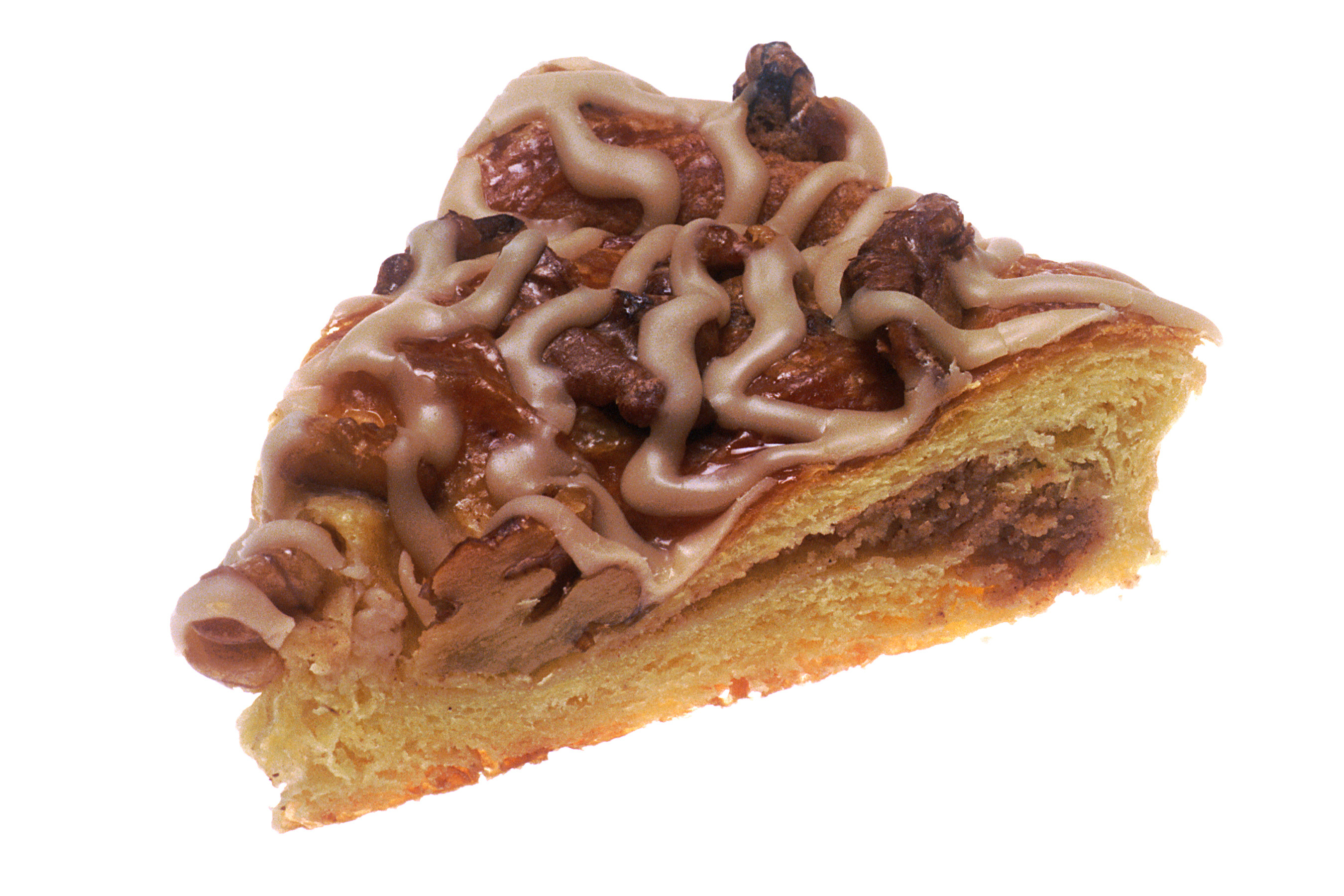
Шматочок американської крихти яблука данський

Данську випічку привезли до США данські іммігранти. Lauritz C. Klitteng з Læsø популяризував «данське печиво» в США близько 1915—1920. За словами Кліттенга, він виготовив данську випічку на весілля президента Вудро Вільсона в грудні 1915 року. Кліттенг здійснив гастролі по всьому світу, щоб просувати свою продукцію, і про нього писали в таких періодичних виданнях 1920-х років, як National Baker, Bakers 'Helper та Bakers' Weekly. Кліттенг ненадовго мав власну данську кулінарну студію на П'ятій авеню 146 у Нью-Йорку.
Герман Гертнер володів мережею ресторанів Нью-Йорка і привіз Кліттенг до Нью-Йорка для продажу данської випічки. Некролог Гертнера з'явився 23 січня 1962 р. У The New York Times:
«Одного разу під час своєї кар'єри пан Гертнер подружився з данським пекарем, який переконав його, що данська випічка може бути добре прийнята в Нью-Йорку. Пан Гертнер почав подавати випічку у своєму ресторані, і це одразу ж вдалося.»

## Карикатурний скандал
Під час карикатурного скандалу 2006-го року кілька релігійних іранських груп виступали за зміну назви дуже популярного данці[що?] (Шрініє Данмарки), зважаючи на назву асоціації з країною-джерелом мультфільмів, що порушують право. Асоціація іранських кондитерських виробів визначила «Троянди пророка Мухаммеда» новою назвою страв, виготовлених у країні станом на 15 лютого 2006 року, хоча дотримання запропонованої назви в пекарнях було неоднозначним та нетривалим. У зв'язку з цим багато протестувальників у кількох мусульманських країнах, розлючені фотографіями Мухаммеда, бойкотували данські товари. «Троянди Мухаммада» (перс. گل محمدی "gole mohammadi ", дослівно: квітка Мухаммеда) — традиційний перський синонім різновиду квітучих кущів шипшини.